# Pranas Dovydaitis
Pranas Dovydaitis (2 dicembre 1886 – Ekaterinburg, 4 novembre 1942) è stato un politico lituano.
È stato Primo ministro della Lituania dal marzo all'aprile 1919. Nel 1918 fu tra i firmatari dell'atto d'indipendenza della Lituania.
Dopo l'occupazione sovietica delle repubbliche baltiche, nel 1941, fu arrestato e giustiziato un anno più tardi a causa di presunto spionaggio.